# Онгарбаева, Салиха
Салиха Онгарбаева (1899—1958) — советская доярка, передовик сельскохозяйственного производства.

## Биография
Салиха Онгарбаева работала в 1921—1931 годах дояркой артели «Кок арык», затем в 1932—1937 годах — дояркой совхоза имени Кирова Кугалинского района Талды-Курганской области, в 1937—1938 годах — заведующей фермой, в 1939—1951 годах — заместителем директора этого же совхоза, в 1951—1953 годах — заведующей совхозной молочной лабораторией.
Работая дояркой, Салиха Онгарбаева ежегодно получала рекордные по тем временам надои — свыше 3,5 тыс. л от каждой коровы. Участвовала во Всесоюзном совещании стахановцев, в составе делегации Казахстана в 1935 году подписала трудовой договор о социалистическом соревновании с доярками Северного Кавказа.
В 1936 году являлась делегатом 8-го Всесоюзного (Чрезвычайного) съезда Советов, принимала участие в работе по подготовке текста Конституции СССР 1936 года. Избиралась депутатом Верховного Совета СССР 1-2 созывов.
Награждена орденом Трудового Красного Знамени, орденом «Знак Почёта», медалями СССР.